# Barrio de Santa María (Becerril del Carpio)
Barrio de Santa María ist ein Weiler, der zum spanischen Ort Becerril del Carpio gehört. Er befindet sich in der Provinz Palencia der Autonomen Gemeinschaft Kastilien und León. Becerril del Carpio gehört zur Gemeinde Alar del Rey und befindet sich drei Kilometer nördlich vom Hauptort der Gemeinde. 

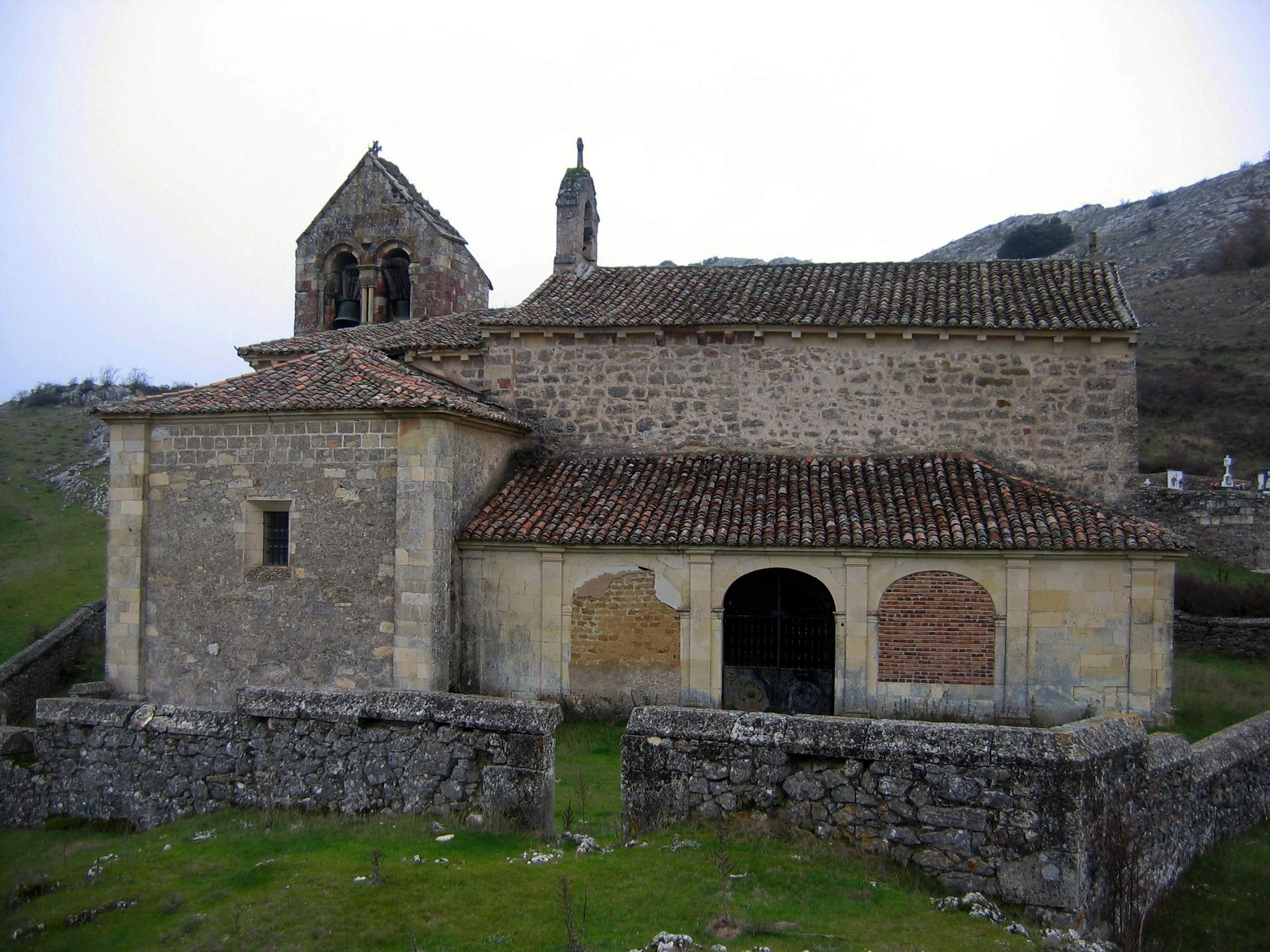
Kirche Santa María

## Sehenswürdigkeiten
- Romanische Kirche Santa María
- Casa Solariega (Adelspalast), erbaut im 16. Jahrhundert